# 陆毅 (经济学家)
陆毅，经济学家，清华大学教授，研究方向为经济增长、公共财政等。任中华人民共和国教育部2017年度“长江学者”特聘教授，曾获得中国青年经济学家奖。

## 生平
曾先后就读于复旦大学、香港大学，后在清华大学任教。